# Acalypha melochiaefolia
Acalypha melochiaefolia é uma espécie de flor do gênero Acalypha, pertencente à família Euphorbiaceae.